# Juan Reynoso
Juan Máximo Reynoso Guzmán (ur. 28 grudnia 1969 w Limie) – peruwiański piłkarz występujący na pozycji środkowego obrońcy, reprezentant Peru, trener piłkarski, od 2025 roku prowadzi Melgar.

## Kariera klubowa
Reynoso pochodzi ze stołecznego miasta Lima, gdzie studiował na Colegio Alcides Vigo. Jest wychowankiem tamtejszego klubu Alianza Lima, w którego barwach zadebiutował już jako szesnastolatek, od razu zostając kluczowym zawodnikiem pierwszego zespołu. Początkowo występował na pozycji środkowego pomocnika, a później przekwalifikowano go na środkowego obrońcę. W swoim premierowym sezonie 1986 wywalczył ze swoją ekipą tytuł wicemistrza Peru i sukces ten powtórzył również rok później, w rozgrywkach 1987. 8 grudnia 1987 cała drużyna Alianzy zginęła w katastrofie lotniczej, wracając z wyjazdowego ligowego spotkania z Deportivo Pucallpa – jedynym ocalałym członkiem zespołu został właśnie Reynoso, który nie poleciał na ten mecz z powodu kontuzji. Po tej tragedii nie opuścił jednak klubu, mimo iż zespół, tracąc trzon swojego składu, musiał wystawiać w meczach niemal wyłącznie juniorów, a z tego powodu przestał się liczyć w walce o najwyższe cele i kolejny większy sukces odniósł dopiero sześć lat później.
Latem 1990 Reynoso wyjechał do Hiszpanii, podpisując umowę z tamtejszym drugoligowcem CE Sabadell FC. Tam występował przez kolejne dwanaście miesięcy, jednak nie potrafił wywalczyć sobie miejsca w wyjściowej jedenastce, a jego drużyna zajęła miejsce w połowie tabeli Segunda División. W połowie 1991 roku powrócił do ojczyzny, zasilając swoją macierzystą Alianzę Lima, której barwy reprezentował przez następne dwa lata, lecz nie zdołał odnieść z nią żadnego osiągnięcia zarówno na arenie krajowej, jak i międzynarodowej. W styczniu 1993 został bohaterem kontrowersyjnego transferu, przechodząc do odwiecznego wroga Alianzy, stołecznego Universitario de Deportes. Tam z miejsca zaczął pełnić funkcję podstawowego stopera, mając niepodważalne miejsce w pierwszym składzie i w rozgrywkach 1993 zdobył z zespołem prowadzonym przez urugwajskiego trenera Sergio Markariána jedyne w swojej karierze mistrzostwo Peru.
W lipcu 1994 Reynoso został zawodnikiem meksykańskiego Cruz Azul z siedzibą w stołecznym mieście Meksyk i w tym kraju spędził już resztę swojej gry w piłkę, będąc uznawany za jednego z najlepszych zagranicznych obrońców, którzy kiedykolwiek występowali w tamtejszej lidze. W meksykańskiej Primera División zadebiutował za kadencji szkoleniowca Enrique Mezy, 9 października 1994 w przegranym 1:2 spotkaniu z Pumas UNAM, natomiast premierowego gola strzelił 29 października tego samego roku, w wygranej 2:0 konfrontacji z Tolucą. Już w swoim premierowym sezonie w nowym klubie, 1994/1995, wywalczył z nim tytuł wicemistrzowski, zaś w 1996 roku triumfował z Cruz Azul w najbardziej prestiżowych rozgrywkach północnoamerykańskiego kontynentu, Pucharze Mistrzów CONCACAF. W 1997 roku po raz drugi zdobył ze swoją ekipą Puchar Mistrzów, a także wygrał rozgrywki krajowego pucharu – Copa México. Podczas jesiennego sezonu Invierno 1997 osiągnął tytuł mistrza Meksyku, a dwa lata później, w fazie Invierno 1999, zanotował drugie wicemistrzostwo kraju. W 2001 roku dotarł natomiast ze swoim zespołem do finału turnieju Copa Libertadores, przegrywając w nim jednak po rzutach karnych z Boca Juniors. Ogółem barwy Cruz Azul reprezentował przez osiem lat, będąc kluczowym zawodnikiem drużyny i jest uznawany za jedną z klubowych legend.
Latem 2002 Reynoso przeszedł do innego zespołu ze stołecznego miasta Meksyk, Club Necaxa, który jednak w połowie 2003 roku przeniósł swoją siedzibę do Aguascalientes. Tam również miał niepodważalne miejsce w wyjściowej jedenastce i barwy tej drużyny reprezentował przez kolejne dwa lata, nie osiągając jednak większych sukcesów. Profesjonalną karierę piłkarską, obfitą w liczne osiągnięcia, zdecydował się zakończyć w wieku 35 lat.

## Kariera reprezentacyjna
W reprezentacji Peru Reynoso zadebiutował za kadencji selekcjonera Manuela Mayorgi, mając zaledwie szesnaście lat, 28 stycznia 1986 w przegranym 1:3 meczu towarzyskim z Chinami. W 1987 roku trener Fernando Cuéllar powołał go na turniej Copa América, gdzie rozegrał on jedno spotkanie, będąc rezerwowym drużyny narodowej, która ostatecznie nie zdołała wyjść z grupy, notując dwa remisy. Niedługo potem wywalczył sobie pewne miejsce w kadrze i dwa lata później po raz kolejny wziął udział w rozgrywkach Copa América. Tam wystąpił we wszystkich czterech meczach od pierwszej do ostatniej minuty, 1 lipca 1989 w przegranej 2:5 konfrontacji fazy grupowej z Paragwajem zdobywając pierwszego gola w reprezentacji. Jego ekipa, prowadzona przez brazylijskiego szkoleniowca Pepe podobnie jak poprzednio zakończyła swój udział w południowoamerykańskim turnieju już w fazie grupowej. Czterokrotnie pojawiał się także na boisku podczas eliminacji do Mistrzostw Świata 1990, jednak Peruwiańczycy nie zdołali zakwalifikować się na mundial.
W 1993 roku Reynoso znalazł się powołanym przez selekcjonera Vladimira Popovicia składzie na swój trzeci turniej Copa América. Na ekwadorskich boiskach stworzył solidny duet stoperów z José Soto i wystąpił we wszystkich czterech pojedynkach od pierwszej do ostatniej minuty, wpisując się na listę strzelców w ćwierćfinałowym meczu z Meksykiem (2:4). Jego kadra narodowa odpadła z rozgrywek właśnie w ćwierćfinale. Zanotował pięć spotkań w eliminacjach do Mistrzostw Świata 1994, również nieudanych dla peruwiańskiego zespołu. W 1995 roku ponownie został powołany na Copa América, lecz tym razem pozostawał wyłącznie rezerwowym graczem kadry prowadzonej przez Miguela Company'ego, ani razu nie pojawiając się na boisku, zaś jego drużyna zakończyła swój udział w rozgrywkach w fazie grupowej. Pewne miejsce w wyjściowej jedenastce reprezentacji miał za to podczas kwalifikacji do Mistrzostw Świata 1998, rozgrywając w nich piętnaście meczów i zdobywając po golu w spotkaniach z Kolumbią (1:1) oraz Wenezuelą (4:1), lecz jego drużynie ponownie nie udało się awansować na światowy czempionat.
W 1999 roku Reynoso wziął udział w swoim piątym i zarazem ostatnim turnieju Copa América, gdzie pełnił rolę podstawowego piłkarza drużyny narodowej, występując w trzech z czterech spotkań. Jego kadra, prowadzona wówczas przez selekcjonera Juana Carlosa Oblitasa, zakończyła natomiast swój udział w turnieju na ćwierćfinale. W 2000 roku kolumbijski trener Francisco Maturana powołał go na Złoty Puchar CONCACAF, na którym jego drużyna dotarła aż do półfinału, a on sam rozegrał trzy spotkania. Były to zarazem jego ostatnie mecze w reprezentacji, gdyż później już ani razu nie dostał do niej powołania. Ogółem swój bilans reprezentacyjny zamknął na pięciu strzelonych bramkach w 82 spotkaniach, będąc wieloletnim kapitanem peruwiańskiej kadry. Zajmuje siódme miejsce w klasyfikacji graczy z największą liczbą występów w reprezentacji Peru.

## Kariera trenerska
Niemal bezpośrednio po zakończeniu swojej kariery piłkarskiej rozpoczął pracę w roli trenera. Początkowo znalazł zatrudnienie jako asystent w swoim byłym zespole, Club Necaxa, gdzie współpracował ze szkoleniowcem Enrique Lópezem Zarzą. W kwietniu 2007 powrócił do ojczyzny, podejmując pierwsze wyzwanie w roli pierwszego trenera w ekipie Coronel Bolognesi z siedzibą w mieście Tacna. Tam już sezonie 2007 jego podopieczni wywalczyli tytuł wicemistrza Peru, a także po raz pierwszy w historii klubu zdołali zakwalifikować się do najbardziej prestiżowych rozgrywek południowoamerykańskiego kontynentu, Copa Libertadores, z których jednak odpadli już w fazie grupowej. Na początku 2009 roku podpisał umowę ze znacznie bardziej utytułowanym klubem, stołecznym Universitario de Deportes. W tym samym sezonie zdobył z nim swoje pierwsze mistrzostwo Peru w roli szkoleniowca, a także w oficjalnym plebiscycie został wybrany najlepszym trenerem ligi peruwiańskiej. Jego podwładnym w Universitario był między innymi jego był kolega z reprezentacji, Nolberto Solano. Dwukrotnie poprowadził drużynę w rozgrywkach Copa Libertadores – w 2009 i 2010 roku – odpadając z niego odpowiednio w fazie grupowej i ćwierćfinale. Z posady szkoleniowca Universitario zrezygnował w czerwcu 2010.
W sierpniu 2010 Reynoso został nowym szkoleniowcem ekipy Juan Aurich z miasta Chiclayo, którą prowadził bez większych sukcesów przez następne cztery miesiące, po czym zrezygnował ze stanowiska w wyniku nieporozumień z zarządem. Od kwietnia do listopada 2011 trenował klub Sporting Cristal z siedzibą w Limie, lecz również nie zdołał zanotować z nim żadnego poważniejszego osiągnięcia. W połowie 2012 roku powrócił do Meksyku, gdzie został zatrudniony w swoim byłym zespole, stołecznym Cruz Azul, w roli asystenta szkoleniowca Guillermo Vázqueza. Po upływie kolejnego półrocza, w styczniu 2013, objął funkcję trenera drugoligowych rezerw klubu – Cruz Azul Hidalgo. Drużynę to prowadził przez kolejny rok, nie odnosząc żadnych osiągnięć, po czym wrócił do ojczyzny, podpisując umowę z klubem FBC Melgar z siedzibą w Arequipie.